# Ancylodonta apipema
Ancylodonta apipema är en skalbaggsart som beskrevs av Martins och Maria Helena M. Galileo 2006. Ancylodonta apipema ingår i släktet Ancylodonta och familjen långhorningar. Inga underarter finns listade i Catalogue of Life.